# Brno-Černovice (železniční zastávka)
Brno-Černovice je železniční zastávka v brněnském železničním uzlu.

## Historie
Zastávka vznikla v roce 1927 při výstavbě Komárovské spojky. Tehdejší název zněl Brno-Černovice přechod. Tato zastávka totiž sloužila jako přestupní pro lidi jedoucí do Líšně z nedaleké stanice Brno-Černovice. Při zrušení dráhy do Líšně tak získala v roce 1942 jméno Brno-Černovice. Zastávku obsluhovali zaměstnanci až do roku 1980, kdy tato obsluha skončila. Zastávka se od té doby stala terčem útoků sprejerů.

## Provoz
V současnosti (JŘ 2021/2022) na zastávce zastavují o pracovních dnech ranní (směr Brno) a dva odpolední (směr Uherské Hradiště) spoje linky S6 (směr Brno) plus jeden spoj linky R56 (směr Brno). Celkem tedy zastávku obsluhuje pravidelně 10 spojů za pracovní den a 5 až 6 spojů za víkend. Zastávka se nachází v bezprostřední blízkosti návazné autobusové dopravy (Tržní).

## Plány na modernizaci
V rámci schválené varianty modernizace železničního uzlu Brno dojde ke zrušení zastávky Brno-Černovice v současné poloze a k jejímu posunutí směrem k ulici Olomoucká. Má zde vzniknout nový dopravní terminál k lepšímu propojení s městskou hromadnou dopravou. Spolu s modernizací Židenic se má přestavba Černovic uskutečnit ještě před samotným přesunem hlavního nádraží.